# Giuseppe Caprio
Giuseppe Caprio (Lapio, 15 de novembro de 1914 — Roma, 15 de outubro de 2005) foi um cardeal italiano.

## Biografia
Licenciado em Teologia e Doutor em Direito Canónico pela Pontifícia Universidade Gregoriana, de Roma. Ordenado sacerdote a 17 de dezembro de 1938. Assistente da Secretaria de Estado do Vaticano entre 1940 e 1947. Secretário da Nunciatura na China entre 1947 e 1951. Expulso da China pelas autoridades comunistas após três meses detido em Nanchang. Trabalhou em várias nunciaturas apostólicas (Bélgica, Vietname do Sul, Formosa) até 1961.
Eleito arcebispo de Apollonia em 1961, participa no Concílio Vaticano II (1962-1965).
Criado Cardeal em 1979 por João Paulo II, como cardeal-diácono de S. Maria Ausiliatrice in Via Tuscolana. Presidente da Administração do Patrimônio da Sé Apostólica desde 1979 até 1981 e de 1981 até 1990, prefeito da Prefeitura dos Assuntos Econômicos da Santa Sé. Em 1987, torna-se protodiácono do Colégio dos Cardeais. Em 1988, torna-se Grão-mestre da Ordem Equestre do Santo Sepulcro de Jerusalém. Em 1990, opta pelo título de cardeal-presbítero de S. Maria della Vittoria.